# Lappanella fasciata
Lappanella fasciata là một loài cá biển thuộc chi Lappanella trong họ Cá bàng chài. Loài này được mô tả lần đầu tiên vào năm 1833.

## Từ nguyên
Từ định danh fasciata trong tiếng Latinh có nghĩa là "có dải sọc", hàm ý đề cập đến những vệt sọc màu đỏ cam ở thân dưới của loài này.

## Phạm vi phân bố và môi trường sống
L. fasciata có phạm vi phân bố rộng rãi ở phía tây và phía bắc Địa Trung Hải, là vùng bờ biển của các quốc gia: Tunisia, Algérie, Maroc, Tây Ban Nha, Pháp, Ý, bao gồm biển Adriatic cũng như vùng biển xung quanh các quần đảo thuộc Macaronesia ở Đông Bắc Đại Tây Dương.
L. fasciata sống gần những rạn san hô và đá ngầm, nơi có các hang động và vách đá ở vùng nước sâu, độ sâu khoảng từ 30 đến 200 m.

## Mô tả
L. fasciata có chiều dài cơ thể tối đa được ghi nhận là 17,2 cm. Thân thuôn dài với phần mõm nhọn. Không có sự lưỡng hình giới tính ở loài cá này. Cá đực và cá cái có các tông màu đỏ da cam, hoặc màu hồng da cam. Một dải màu màu đỏ sẫm băng từ mõm qua mắt đến cuống đuôi. Đốm lớn màu nâu cam/nâu đỏ xuất hiện ngay giữa vây lưng, một đốm tương tự nhưng nhỏ hơn nằm ở rìa trên cuống đuôi và một đốm lớn ngay giữa vây đuôi. Thân dưới và bụng màu trắng, có các vệt mờ màu đỏ cam.
Số gai ở vây lưng: 16–17; Số tia vây ở vây lưng: 9–12; Số gai ở vây hậu môn: 3; Số tia vây ở vây hậu môn: 8–11; Số vảy đường bên: 35–38.
Thức ăn của L. fasciata là giun nhiều tơ, động vật giáp xác và ốc biển. L. fasciata không có giá trị thương mại.

### Trích dẫn
- "New and rare records of teleost fshes from the Cape Verde Islands (eastern-central Atlantic Ocean)" (PDF). Cybium. Quyển 38 số 4. 2014. tr. 289–300. {{Chú thích tạp chí}}: Đã bỏ qua tham số không rõ |authors= (trợ giúp)